# 济美尖石洞
济美尖石洞，位于中国广东省汕头市潮南区雷岭镇济美村，现为潮南区文物保护单位，类型为近现代重要史迹及代表性建筑，公布时间为2001年3月2日。
济美尖石洞的历史年代为现代。